# Chet Jastremski
Chet Jastremski (n. 12 ianuarie 1941, Toledo, Ohio, SUA – d. 3 mai 2014, Bloomington, Indiana, SUA) a fost un înotător ce a reprezentat Statele Unite ale Americii, medaliat olimpic. A participat la 2 ediții ale Jocurilor Olimpice (1964, 1968) în care a câștigat două medalii de bronz.